# Capsula externa

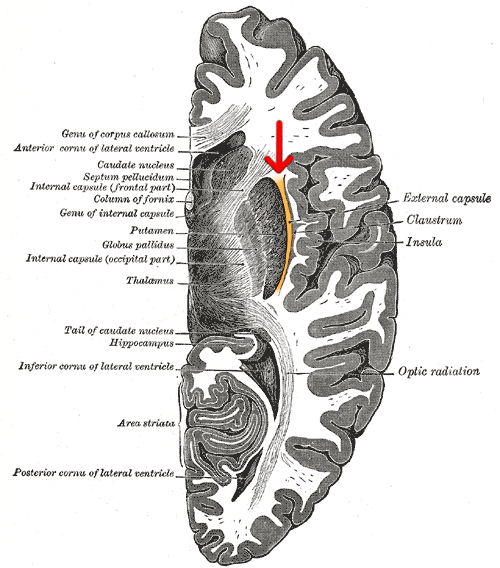
Horizontalschnitt durch das Vorderhirn, Capsula externa orange markiert und mit rotem Pfeil versehen

Die Capsula externa (deutsch: äußere Kapsel) ist eine relativ kleine Ansammlung von Nervenfasern im Gehirn. Anatomisch liegt sie medial des Claustrums und trennt dieses vom Putamen. Im weiteren Verlauf mündet sie um den Linsenkern in die Capsula interna ein.

## Enthaltene Assoziationsbahnen und Projektionsfasern
Die äußere Kapsel beinhaltet lateral der Corona radiata den Fasciculus longitudinalis superior. Seine Fasern verbinden die oberen Stirnwindungen sowie den Gyrus praecentralis mit Teilen des Parietal- und Okzipitallappens. Ebenso kommen die obersten Fasern des Fasciculus uncinatus im Bereich der Capsula externa zu liegen. Ein kleiner Teil der Projektionsfasern der Corona radiata, vor allem aus dem Operculum frontoparietale her kommend, tritt auch in die Capsula externa ein. In der Capsula externa und auch in der Capsula extrema laufen vor allem die langen Assoziationsbahnen.